# René la Canne
René la Canne is een Frans-Italiaanse film van Francis Girod die werd uitgebracht in 1977. 
Het scenario is gebaseerd op het werk René la Canne: la pathétique partie d'échecs entre un cerveau du banditisme et un policier plein d'imagination (1974) van inspecteur en schrijver Roger Borniche.

## Verhaal
Inspecteur Marchand kan de misdadiger René Bornier, alias René 'la Canne', maar niet te pakken krijgen. Tijdens de Tweede Wereldoorlog komen ze allebei toevallig terecht in hetzelfde Duitse werkkamp. Ze delen hun afkeer van de Duitse bezetter en sluiten vriendschap. De gewiekste beroepsdief en de enigszins corrupte politieman worden algauw de beste vrienden. Ze zijn vast van plan te ontsnappen met de hulp van Krista, René's vriendin.
Na de Bevrijding hernemen beiden hun bezigheden. Marchand kan de vriendschap die hem bindt met René maar niet vergeten.

## Rolverdeling
| Acteur              | Personage                 |
| ------------------- | ------------------------- |
| Gérard Depardieu    | René Bornier              |
| Sylvia Kristel      | Krista                    |
| Michel Piccoli      | inspecteur Marchand       |
| Stefano Patrizi     | Gino                      |
| Riccardo Garrone    | Karl                      |
| Jacques Jouanneau   | Fourgue                   |
| Jean Rigaux         | Vieuchêne                 |
| Orchidea de Santis  | Kim                       |
| Venantino Venantini | Carlo                     |
| Valérie Mairesse    | Martine                   |
| Jean Carmet         | de commissaris van Cannes |
| Evelyne Bouix       |                           |